# Échangeur de Cheratte
L'échangeur de Cheratte est un échangeur de Belgique entre l'A3 (E40) et l'A25 (E25). Il s'agit d'un échangeur de type rond-point.
Cet échangeur est connu pour être un des plus fréquentés en Belgique. Il est à la source de plusieurs accidents. En cause: les conducteurs changent de voie trop tardivement et percutent leur véhicule contre un autre. Toutefois, d'importants travaux financés par la Région Wallonne ont eu lieu entre 2016 et 2018 afin de garantir une meilleure sécurité. Et la vitesse maximale a été limitée à 70 km/h afin de réduire encore plus le risque d'accidents.

## Premier échangeur de 1965
En 1965, l'échangeur de Cheratte est inauguré en même temps que l’autoroute A25 dans sa section Liège Pont Atlas (fin de l'autoroute) et la sortie 4 de Cheratte. L'autoroute E40, anciennement E5, passe au-dessus de l'échangeur qui se compose d'une ellipse.

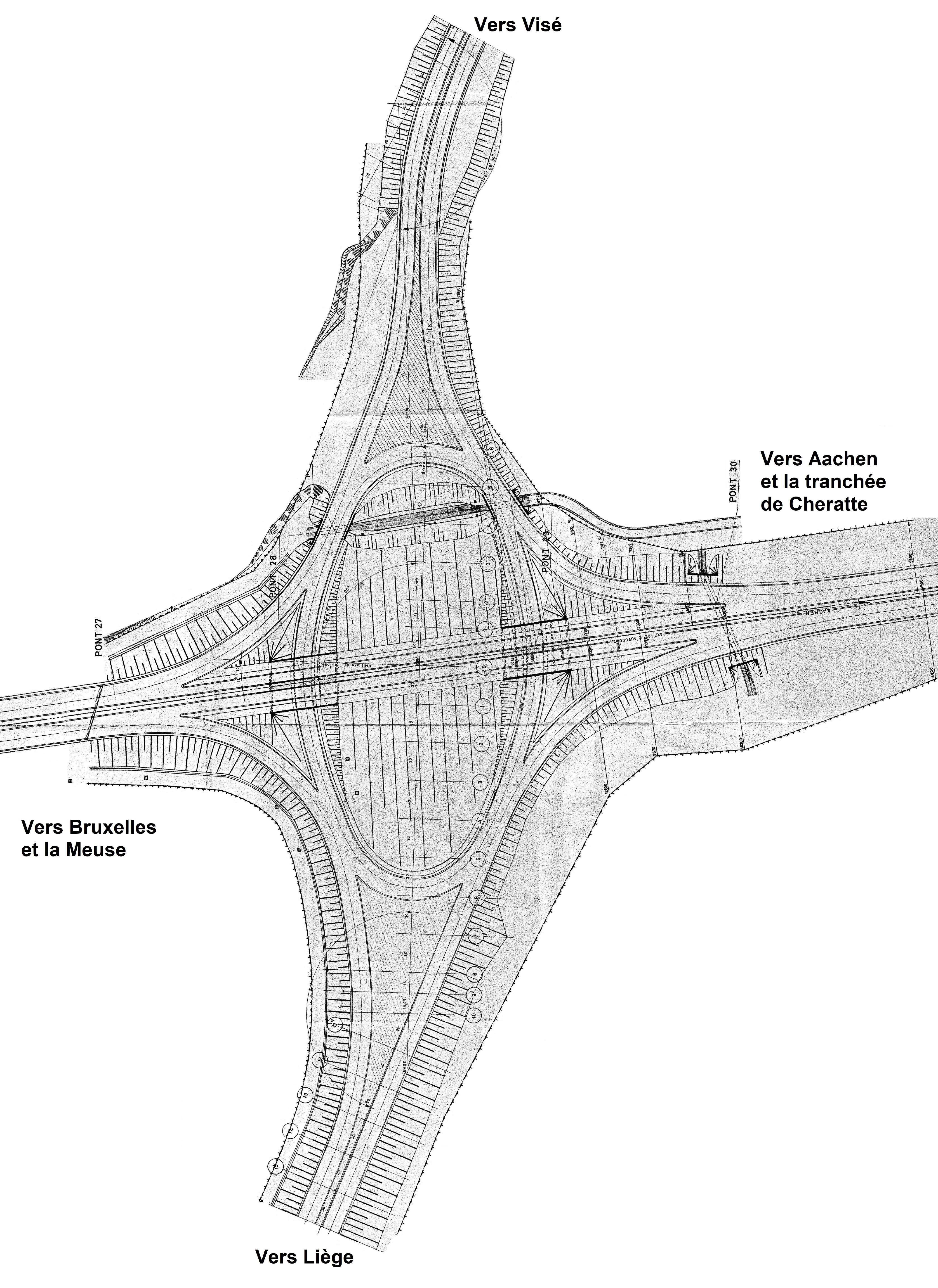
Première version de l'échangeur de Cheratte lors de son inauguration en 1965

## Échangeur modifié en 1974
En 1974, lors de l'inauguration de l'A25 jusqu'au Pays-Bas, une version modifiée de l’échangeur est mise en service.

L'autoroute A25 passe sous l'échangeur grâce à la construction de 3 nouveaux ponts et de 4 nouvelles bretelles.

Échangeur Cheratte modifié en 1974